# 沃特斯米特 (密歇根州)
沃特斯米特（英語：Watersmeet）是位於美國密歇根州戈吉比克縣的一個普查規定居民點。

## 人口
根據2020年美國人口普查的數據，沃特斯米特的面積為23.84平方千米，當中陸地面積為23.83平方千米，而水域面積為0.01平方千米。當地共有人口408人，而人口密度為每平方千米17.11人。